# Ion Sârbu
Ion Sârbu (28 martie 1887, Baia de Aramă, Mehedinți – 27 august 1947, București) a fost un actor și învățător român. Societar al Teatrului Național din București. Profesor la Academia de Muzică și Artă dramatică. 

## Biografie
După cursurile școlii primare din satul natal urmează gimnaziul la Târgu-Jiu și cursurile Școlii Normale din Craiova, după absolvire fiind numit învățător titular în satul Maia (octombrie 1908). 
În 1911 este admis la Conservatorul de Artă Dramatică din București, secția dramă și armonie, urmând consecutiv și 2 ani cursuri de contrabas și cursurile Facultății de Litere, istorie și Geografie.
În iulie 1914 debutează în teatru, iar în 1924 este numit societar al Teatrului Național din București și, din 1927, Profesor de dicție și istorie universală a teatrului la Academia de Muzică din Cluj. 
Din 1940 se transferă la Academia de Muzică din București.
Bolnav de paralizie progresivă, moare în sărăcie, la București.
Pe 26 iulie 1931 Haig Acterian publică, în cotidianul Vremea articolul omagial „Sârbul”.